# Lycium shawii
Lycium shawii là loài thực vật có hoa trong họ Cà. Loài này được Roem. & Schult. mô tả khoa học đầu tiên năm 1819.